# Sobo (Geyer)
Sobo is een bestuurslaag in het regentschap Grobogan van de provincie Midden-Java, Indonesië. Sobo telt 5149 inwoners (volkstelling 2010).